# Аки (Хиросима)
Аки (яп. 安芸区, あきく [akʲi̥ ku̥]) — район города Хиросима префектуры Хиросима в Японии. По состоянию на 1 октября 2007 площадь района составляла 94,01 км². По состоянию на 1 июня 2011 население района составило 79 092 человек.

## Символы района
Эмблема Аки — стилизованное изображение знака японской силлабической азбуки ア (а), представляющее название района в виде летящей птицы. На фоне птицы расположены горы и море в форме овала. Эмблема символизирует стремительное развитие Аки.
Флаг Аки — полотнище белого цвета, стороны которого соотносятся как 2 к 3. В центре полотнища размещена эмблема района синего цвета. Синяя и белая краски символизируют «природу» и «мир».

## Общие сведения
Район Аки находится в юго-восточной части Хиросимы. Он был сформирован в 1980 году на основе посёлков Сэногава, Фунакоси, Яно и села Куманоато уезда Аки, в связи с присоединением их к Хиросиме и получением последней статуса города, определённого указом правительства. Название района происходит от уезда Аки.
Западные области Аки имеют выход к Внутреннему Японскому морю. Они отделены посёлком Кайта от остальных восточных гористых местностей района.
В восточном квартале Сэногава пролегает главная линия Санъё железнодорожной компании JR West и государственная автодорога № 2. Здесь находятся заводы пищевой промышленности. Немало частных домов и новейших многоэтажек, окруженных рисовыми полями и огородами.
Юго-восточная часть района является развитым сельскохозяйственным регионом. Центрально-западные области Фунакоси и Яно района Аки наиболее заселены. Они отданы под жилые массивы и заводы. В целом Аки играет роль «спального района» Хиросимы.